# Véronnes
Véronnes ist eine französische Gemeinde mit 402 Einwohnern (Stand: 1. Januar 2022) im Département Côte-d’Or in der Region Bourgogne-Franche-Comté (vor 2016 Bourgogne). Sie gehört zum Arrondissement Dijon und zum Kanton Is-sur-Tille. Die Einwohner werden Véronnais genannt.

## Geographie
Véronnes liegt rund 29 Kilometer nordnordöstlich von Dijon an der Venelle. Nachbargemeinden sind Orville im Norden, Selongey im Norden und Nordosten, Chazeuil im Nordosten, Bourberain im Osten und Südosten, Lux im Süden sowie Til-Châtel im Südwesten und Westen.

## Geschichte
1972 wurden die Gemeinden Véronnes-les-Grandes und Véronnes-les-Petites zur heutigen Gemeinde zusammengeschlossen.

## Bevölkerungsentwicklung
| Jahr                       | 1962 | 1968 | 1975 | 1982 | 1990 | 1999 | 2006 | 2013 | 2019 |
| Einwohner                  | 235  | 229  | 329  | 295  | 316  | 343  | 362  | 395  | 399  |
| Quellen: Cassini und INSEE |      |      |      |      |      |      |      |      |      |

## Sehenswürdigkeiten
- Kirche Saint-Hilaire aus dem 13. Jahrhundert in Véronnes-les-Grandes
- Kirche Saint-Maurice aus dem 13. Jahrhundert in Véronnes-les-Petites
- Schloss Véronnes-les-Grandes